# اتحاد المهندسين العرب
 اتحاد المهندسين العرب (بالإنجليزية: Federation of Arab Engineers)‏، هي منظمة عربية بدأت فكرتها في منتصف أربعينات القرن الماضي حينما نظم المهندسون في مصر المؤتمر الهندسي العربي الأول ، وتلته سلسلة من المؤتمرات حضرها العديد من المهندسين العرب.

## التأسيس
تأسس اتحاد المهندسين العرب بدمشق في أبريل عام 1963 من الهيئات الهندسية في كل من :-
- المملكة الأردنية الهاشمية.
- الجمهورية العربية السورية.
- الجمهورية العراقية.
- دولة الكويت.
- الجمهورية اللبنانية.
- جمهورية مصر العربية.

وأعلن قيامه رسمياً أثناء انعقاد المؤتمر الهندسي العربي الثامن في القاهرة في 18 مايو من نفس العام 1963.

## قوانين الاتحاد
يعمل الاتحاد من خلال المجلس الأعلى، وهو أعلى سلطة، حيث أن جميع الهيئات الهندسية العربية المنضوية تحت مظلة الاتحاد ممثلة فيه، ويقوم المكتب التنفيذي بتصريف أعمال الاتحاد أثناء الفترات ما بين اجتماعات المجلس الأعلى، كما تحتضن العديد من الهيئات الهندسية الأعضاء اللجان المتخصصة، واتحاد المهندسين العرب هو عضو في الاتحاد العالمي للمنظمات الهندسية، ويمثله في المجلس التنفيذي الأمين العام بحكم منصبه.
وقد انعكست الأوضاع السياسية التي مرت بها البلاد العربية على نشاط الاتحاد، كما تأثر عمل بعض لجان الاتحاد إلى حد كبير بالأوضاع الداخلية لكل هيئة، مما أثر بشكل إجمالي على مسيرة الاتحاد.
وعلى الرغم من جميع المعوقات والأزمات التي مرت بها الدول العربية وبعض الهيئات الهندسية إلا أن هناك إصرارا من قبل أغلبية المهندسين -إن لم يكن إجماعا منهم- على ضرورة استمرار الاتحاد وذلك إحساسا منهم بأن الاتحاد هو جسر تواصل بين المهندسين، يجب أن يستمر وان اختلاف القيادات السياسية لا يعبر بالضرورة عن ما يتمناه ويشعر به المواطن العربي تجاه قضاياه المصيرية وطموحاته.

## الأهداف
اتحاد المهندسين العرب منظمة عربية في الوطن العربي تستهدف تحقيق الغايات التالية:
- تجميع إمكانيات المهندسين العرب وتكريس جهودهم لخدمة أهداف الأمة العربية في بناء وحدنها واستقلالها السياسي والاقتصادي.
- رفع شأن مهنة الهندسة وتنظيم قواعد مزولتها والنهوض بمستواها العلمي لتلبية متطلبات النهضة النهضة العربية وتمكين المهندسين العرب من القيام بدورهم القيادي في تطوير المجتمع في مختلف الميادين.
- الحفاظ على التراث الهندسي العربي وإبراز أثره في تقدم الحضارة والعمل على أن يسهم في تطورها ونموها.
- دراسة الموضوعان والقضايا الهندسية ذات الطابع القومي المشترك بين الأقطار العربية وتشجيع البحوث العلمية العربية وتبادل المعلومات والخبرة في مختلف الميادين المهنية والتقنية والعمل على توحيد المصطلحات الفنية وأسس التصميم.
- دعم ومساندة الهيئات الهندسية القائمة في الوطن العربي والعمل علي تأسيس هيئات هندسية عربية في الأقطار التي لم تقم فيها مثل هذه الهيئات .
- رفع مستوي المهندسين العرب اجتماعيا وأدبيا والارتفاع بمستوي كفاءتهم العلمية والعلمية والمهنية.
- التنسيق والتعاون مع الاتحاد المهنية العربية .
- توفير حرية التنقل والعمل للمهندسين العرب في الوطن العربي والدفاع عن حقوقهم المهنية .
- ترسيخ التفكير العلمي في الأقطار العربية تخطيطا وممارسة .
- توطيد العلاقة بين اتحاد المهندسين العرب والمنظمات الهندسية الدولية لإبراز الشخصية الهندسية العربية في المحافل الدولية والاستفادة من الخبرات الهندسية العالمية .
- تقييم الدرجات والمؤهلات العلمية الهندسية العربية والأجنبية .

### وسائل تحقيق الأهداف
- عقد المؤتمرات والندوات الهندسية ذات الطابع القومي وتشجيع المؤتمرات .
- إصدار نشره اتحادية تعنى بالأمور المهنية والتقنية للهيئات الهندسية العربية .
- إصدار مجلة علمية هندسية دورية تعني بالبحوث العلمية الهندسية والتقنية .
- توفير كافة المستلزمات للدفاع عن حقوق المهندسين العرب .
- المساهمة الفعالة في تقييم المشاريع الهندسية والصناعية في الوطن العربي عن طريق لجان اتحادية متخصصة .
- المساهمة في وضع أسس علمية متطورة لتدريس العلوم الهندسية في الوطن العربي أكاديميا وتطبيقيا .
- الاتصال بالمجتمعات الهندسية في الأقطار العربية التي لم تؤسس فيها هندسية مهنية من اجل شرح أهداف الاتحاد والمساعدة في تأسيس هيئات هندسية أهلية فيها .
- المساهمة في إيجاد القواعد والوسائل الكفيلة بعودة الكفاءات الهندسية العربية من المهجر للمساهمة في بناء الوطن العربي .
- تشجيع إنشاء مراكز معلومات علمية وتكنولوجيا في الأقطار العربية وتشجيع تبادل المعلومات فيما بينها من جهة وبينها وبين نظائرها في العالم من جهة أخرى .
- إعداد جداول بأسماء الجامعات والمعاهد المعترف بها وأسماء الهيئات الهندسية الدولية التي يعتمد الاتحاد تقيميها .
- أي وسيلة أخرى تحقق أهداف الاتحاد.

## هيئات ولجان الاتحاد

### الهيئات
- هيئة مكاتب ومؤسسات الهندسة الاستشارية العربية ( الكويت) تأسست سنة 1982.
- هيئة المعماريين العرب (لبنان) تأسست سنة 1993.
- الهيئة العربية لتأهيل وتصنيف المهندسين (الأردن) تأسست سنة 2003.
- هيئة المهندسين العرب المغتربين (الأمانة العامة للإتحاد) تأسست سنة 2008.
- الهيئة العربية للتحكيم الهندسى (الاردن) تأسست سنة 2010.

### اللجان
- لجنة تقنية الاتصالات والمعلوماتية (البحرين) تأسست سنة 1996.
- لجنة الموارد المائية (السودان) تأسست سنة 1983.
- لجنة الطاقة (سوريا) تأسست سنة 1980.
- لجنة التعليم الهندسي (الكويت) تأسست سنة 1966.
- لجنة البيئة (لبنان) تأسست سنة 2003.
- لجنة المهندسات العربيات ( الأردن) تأسست سنة 2010.
- لجنة الإنشاءات والتشييد (لبنان) تأسست سنة 2010.
- لجنة النقل والمواصلات (العراق) تأسست سنة 2016.

### اللجان الفنية المؤقتة
يشكل المكتب التنفيذي وبقرار من المجلس الأعلى لجان مؤقتة وللمدة التي تقتضيها المهمة الموكلة إلى اللجنة ويراعى في تشكيل هذة اللجان الأسس نفسها المعمول بها في تشكيل اللجان الدائمة ومن هذة اللجان:
- لجنة فلسطين والقضايا القومية (الأردن) تأسست سنة 2013.

## الهيئات الهندسية الأعضاء
- نقابة المهندسين الأردنيين
- الهيئة السعودية للمهندسين
- جمعية المهندسين العمانية
- نقابة المهندسين بيروت
- الاتحاد الوطني للمهندسين المغاربة
- جمعية المهندسين بالإمارات العربية المتحدة
- الاتحاد العام للمهندسين السودانيين
- نقابة المهندسين الفلسطينيين
- النقابة العامة للمهندسين الليبيين
- نقابة المهندسين اليمنيين
- جمعية المهندسين البحرينية
- نقابة المهندسين السوريين
- جمعية المهندسين القطرية
- نقابة المهندسين الجزائرية
- عمادة المهندسين التونسيين
- نقابة المهندسين العراقية
- جمعية المهندسين الكويتية
- نقابة المهندسين المصرية